# Зекан Баки у рату са жабама
Зекан Баки у рату са жабама (енгл. Bucky O'Hare and the Toad Wars, раније: Зека(н) Баки и рат краставих жаба), је француско-америчка анимирана серија која је заснована на култном стрипу Зекан Баки. Серија се састоји од 13 епизода, а премијерно је приказана 8. септембра 1991. године. У Србији, Зекан Баки је изашао на касетама током 1996. године. Објављено је 5 касета које је издао Делта Видео, издавачка кућа која је такође урадила и синхронизацију, док је уводна шпица у овој верзији није добила српски препев. Серијал је након тога емитован и на РТС-у 2, као и неколико локалних и регионалних ТВ канала, између осталих и на РТЦГ у Црној Гори. 2022. године објављена је нова синхронизација, доступна на Јутјуб каналу Зекан Баки. Продукцију синхронизације урадила је Парадајз Сити. Уводну шпицу отпевао је Лука Миловановић.

## Радња
Зекан Баки и његови пријатељи: Вили ДуВит, Једнооки Патак, Џени, Трепко и Брузер покушавају да спасу универзум од инвазије злих жаба крастача на челу са Ваздушним Маршалом којима командује зли Комплекс. У овој жестокој борби Баки ће стећи много савезника, али и многе непријатеље, између осталих озлоглашеног Ал Негатора и Жаборга.

## Улоге
| Улога             | Српски глас (РТС)  | Српски глас (Парадајз Сити) |
| ----------------- | ------------------ | --------------------------- |
| Зекан Баки        | Михајло Несторовић | Огњен Дрењанин              |
| Вили ДуВит        | Олгица Несторовић  | Вук Гајић                   |
| Џени              | Снежана Бећаревић  | Ања Орељ                    |
| Једнооки патак    | Божидар Стошић     | Марко Марковић              |
| Брузер            | Иван Јагодић       | Иван Перовић                |
| Трепко            | Снежана Бећаревић  | Вук Гајић                   |
| Жаборг            | Иван Јагодић       | Милош Декић                 |
| Ал Негатор        | Божидар Стошић     | Страхиња Колашинац          |
| Ваздушни Маршал   | Иван Јагодић       | Огњен Дрењанин              |
| Комплекс          | Божидар Стошић     | Марко Марковић              |
| Фрикс             | Божидар Стошић     | Немања Церовац              |
| Фракс (Фрекс)     | Михајло Несторовић | Иван Перовић                |
| Мими ЛаФлу        | Олгица Несторовић  | Ирина Арсенијевић           |
| Командант Керстар | Михајло Несторовић | Милош Декић                 |
| Даг               | Михајло Несторовић | Алекса Ерић                 |
| Уводна шпица      |                    | Лука Миловановић            |
| Артемидин вук     |                    | Данијел Спасић              |